# Паметници на Райна Княгиня
Списък на паметниците и музеите, посветени на Райна Княгиня.
Райна Княгиня е българска учителка и акушерка, ушила главното въстаническо знаме на Панагюрския революционен окръг за Априлското въстание.

## Паметници
| Изображение | Построен   | Град       | Информация |
|             | 2006 2 май | Панагюрище | Паметник на Райна Княгиня |
|             |            | Трявна     | Скулптура „Свобода или смърт“. В композицията женските фигури са събирателен образ на българката дала живота си за Освобождението, а не конкретно на Райна.                                                                          |
|             | 1976       | Ботевград  | Скулптура „Свобода или смърт“, дело на скулптура Мария Гергова. В композицията женските фигури са събирателен образ на българката дала живота си за Освобождението.                                                                  |
|             | 1976       | Панагюрище | Част от композицията на Мемориален комплекс „Априлци“. |
|             |            | Панагюрище | Мраморна скулптура в двора на къщата музей „Райна Княгиня“. През 1976 г., по случай 100-годишнината от Априлското въстание, са пренесени тленните останки на Райна Княгиня и поставени в специална мощехранителница под скулптурата. |
|             |            | Панагюрище | Паметна плоча на Мемориалната стена в Историческия музей. Надписът гласи: „Легендарна знаменоска на Панагюрските въстаници, извезала Главното знаме на Априлското въстание през 1876 г.“                                             |
|             |            | Роман      | Барелеф на Райна Княгиня в ПУ „Райна Княгиня“. Адрес: ул. „Пирин“ № 2. |
|             |            | София      | Паметна плоча, апликирана на фасада на къща към двора. На това място е живяла Райна Княгиня в периода 1909 – 1917 г. Адрес: ул. „Софроний Врачански“, № 119                                                                          |
|             | 1917       | София      | Семейният гроб на Райна Княгиня в парцел 44 на Софийските централни гробища (42°42′46.9″ с. ш. 23°19′53.3″ и. д. / 42.713028° с. ш. 23.331472° и. д.)                                                                                |
|             | 1966       | Панагюрище | Проект паметник на Райна Княгиня върху кон |

## Музеи
| Изображение | Описание                    | Построен | Адрес                                                 | Информация |
|             | Къща-музей „Райна Княгиня“  | 1950 г.  | Панагюрище, ул. „Райна Княгиня“ № 26                  | Родната къща на Райна Княгиня е паметник на културата с национално значение, сред Стоте национални туристически обекта. Построена е през 1673 г., а на 3 май 1950 г. е превърната в музей.                      |
|             | плануван за края на 2023 г. |          | София, кв. „Банишора“, ул. „Софроний Врачански“ № 119 | През 2019 г. институт „Хистореон“ в лицето на Димитър Димитров. предоставя 400 000 лв. за превръщането в музей на софийската къща, в която Райна Княгиня прекарва последните години от живота си (1909 – 1917). |

## Монети
На Райна Княгиня са посветени емисиите:
- 1976 г. – БНБ, 5 лева, „100 години от Априлското въстание, 1876 г. Райна Княгиня “[14]
- 2017 г. – Българска монетна къща, възпоменателен медал „Райна Княгиня“ от серия „Бележити българи“
- Българска монетна къща, картина от дванадесет сребърни кюлчета „Априлско въстание“[15]
- Сувенирен жетон от включената в Стоте национални туристически обекта къща-музей „Райна Княгиня“[16]